# Crocallis guadaria
Crocallis guadaria är en fjärilsart som beskrevs av William Schaus 1901. Crocallis guadaria ingår i släktet Crocallis och familjen mätare. Inga underarter finns listade i Catalogue of Life.